# Stabiliseringsmedel
Stabiliseringsmedel är ämnen som hjälper till att upprätthålla ett livsmedels fysikaliska och kemiska tillstånd. Dessa kan användas i flera olika syften, till exempel att undvika bottensatser i dressingar, eller att förhindra emulsioner som bearnaisesås från att skära sig. Ett annat mycket vanligt användningsområde för stabiliseringsmedel är att tillsätta det till exempelvis skinka, kassler eller kyckling. Man tillsätter då detta för att binda vatten i livsmedlet, vatten som man i sin tur artificiellt har tillsatt.

## Tillsatser som används som stabiliseringsmedel
- E406 Agar
- E407 Karragenan
- E407a Bearbetad Euchema-alg
- E410 Fruktkärnmjöl (Johannesbrödkärnmjöl)
- E412 Guarkärnmjöl
- E413 Dragant
- E414 Gummi arabicum
- E415 Xantangummi
- E416 Karayagummi
- E417 Tarakärnmjöl
- E418 Gellangummi
- E420 Sorbitol (Sorbitolsirap)
- E425 Konjakgummi (Konjakglukomannan)
- E431-E436 Polysorbater
- E442 Ammoniumfosfatider
- E450-E452 Fosfater
  - Dinatriumdifosfat
  - Trinatriumdifosfat
  - Tetranatriumdifosfat
  - Dikaliumdifosfat
  - Tetrakaliumdifosfat
  - Dikalciumdifosfat
  - Monokalciumdifosfat
  - Pentanatriumtrifosfat
  - Pentakaliumtrifosfat
  - Natriumpolyfosfat
  - Kaliumpolyfosfat
  - Natriumkalciumpolyfosfat
  - Kalciumpolyfosfat
- E460-E466 Cellulosa
- E469 Enzymatiskt hydrolyserad karboximetylcellulosa
- E470
  - E470a Natriumsalter av fettsyror, Kaliumsalter av fettsyror, Kalciumsalter av fettsyror
  - E470b Magnesiumsalter av fettsyror
- E472a-f Mono- och diglycerider
- E475 Polyglycerolestrar av fettsyror
- E481-E482 Natriumstearoyl och Kalciumsteaoryl
- E491-E495 Sorbitan
  - E491 Sorbitanmonostearat
  - E492 Sorbitantristearat
  - E493 Sorbitanmonolaurat
  - E494 Sorbitanmonooleat
  - E495 Sorbitanmonopalmitat